# Yann Barthès
Yann Barthès, nacido el 9 de octubre de 1974 en Chambéry, es un periodista, presentador y productor de  televisión francesa.
Después de haber animado Le Petit Journal en Canal+ de 2004 a 2016, presenta desde  septiembre del 2016 el programa Quotidien en TMC.

## Biografía

### Vida privada
Hijo de un trabajador ferroviario, nacido en Chambéry (Saboya). Yann Barthès fue formado en el colegio Jean Mermoz en Barby y más tarde en el instituto Vaugelas.
Una vez realizada la selecctividad, continúa sus estudios en la universidad de Saboya donde  cursará una carrera de estudios generales en inglés. Finalmente, se decanta por el periodismo e integrará durante tres años, de 1995 a 1998, el Instituto de las ciencias de la información y de la comunicación, en el Instituto Universitario Profesionazante de la Universidad de Burdeos III.
En 2016, durante una entrevista con el decimocuarto Dalai Lama Tenzin Gyatso, muestra sobre su brazo izquierdo un tatuaje con el mantra tibetano :  (« Om Mani Padme Hum »).